# François Plagnat
François Plagnat, né le 1er novembre 1757 à Morzine et mort le 11 mars 1833 à Neuvecelle, est un homme politique français. Il est député du Léman au Corps législatif de l'an XII à 1814. 

## Biographie

### Famille
Né le 1er novembre 1757 à Morzine, il est le fils d'Antoine Plagnat et de Josephette Tavernier,,. Il est issu d'une famille de notaires et fermiers des revenus de l'abbaye d'Aulps,, son père ayant participé activement à la rédaction des actes d'affranchissement envers l'Abbaye.
Son frère, Claude (1743-1812), devient lui aussi notaire, ainsi que châtelain, avant d'être nommé secrétaire pour la communauté de Morzine, puis maire de la commune après 1792.

### Carrière
À 24 ans, il obtient le diplôme de docteur en droit civil et canonique de la Faculté de Turin,. Il revient s'établir comme avocat à Chambéry, capitale du duché de Savoie. En 1792, les troupes révolutionnaires françaises annexent le duché. À la veille de cet événement, François Plagnat était lieutenant-juge-mage dans la province du Chablais.
Il devient membre du Directoire pour le district de Thonon. Sa carrière est cependant arrêtée après la chute de Robespierre, en 1794. Il intègre de l'administration du département du Léman en 1799, puis devient sous-préfet de Thonon, en 1799, sous le Consulat,.
Il est élu, le 29 thermidor an XII (17 août 1804), par le Sénat conservateur, député du Léman au Corps législatif. Ce mandat lui ayant été renouvelé le 10 août 1810, il l'exerce jusqu'au 4 juin 1814,. Il semble cependant pas avoir joué un rôle important.
En 1815, le duché de Savoie retourne au roi de Sardaigne. 
François Plagnat meurt en 1833,.